# مايكل وليامز (دبلوماسي)
مايكل وليامز (بالإنجليزية: Michael Williams, Baron Williams of Baglan)‏ (و. 1949 – 2017 م) هو دبلوماسي بريطاني، كان عضوًا في حزب العمال، توفي عن عمر يناهز 68 عاماً، بسبب سرطان البنكرياس.

## مناصب
تولى منصب عضو مجلس اللوردات
.

## التعليم
تعلم في كلية لندن الجامعية، وتعلم في مدرسة الدراسات الشرقية والإفريقية
.